# Сергей Трешчов
Сергей Евгеневич Трешчов (на руски: Сергей Евгеньевич Трещёв) е руски космонавт от „КБ Енергия“. Роден е в Липецка област, Русия и завършил Московския енергиен институт през 1982 г.
От 1982 до 1984 г. служи като водач на военновъздушен отряд. В следващите две години работи като инженер в КБ Енергия. Проучванията му включват анализи и планиране на космонавтските дейности по време на престои в космическа станция.
От 1994 до 1996 г. Трешчов се подготвя за космонавт. В следващите години той тренира за дубльор за различни полети на Союз, както и за Експедиция 3 до МКС.
През 2002 г. взема участие в Експедиция 5. Екипажът излита на 5 юни на борда на полет STS-111 и се скачва с Международната космическа станция на 7 юни. Трешчов изпълнява едно излизане в открития космос за шестмесечния си престои на станцията. Заедно с Корзум инсталират скеле на външната страна на модул Заря за да подготвят модула за бъдещите компоненти, които ще бъдат прибавени. Инсталират и допълнителни устройства на модул Звезда. Експедиция 5 се завръща на Земята на 7 декември 2002 г. с полет STS-113 на космическата совалка.